# Krokstadelva

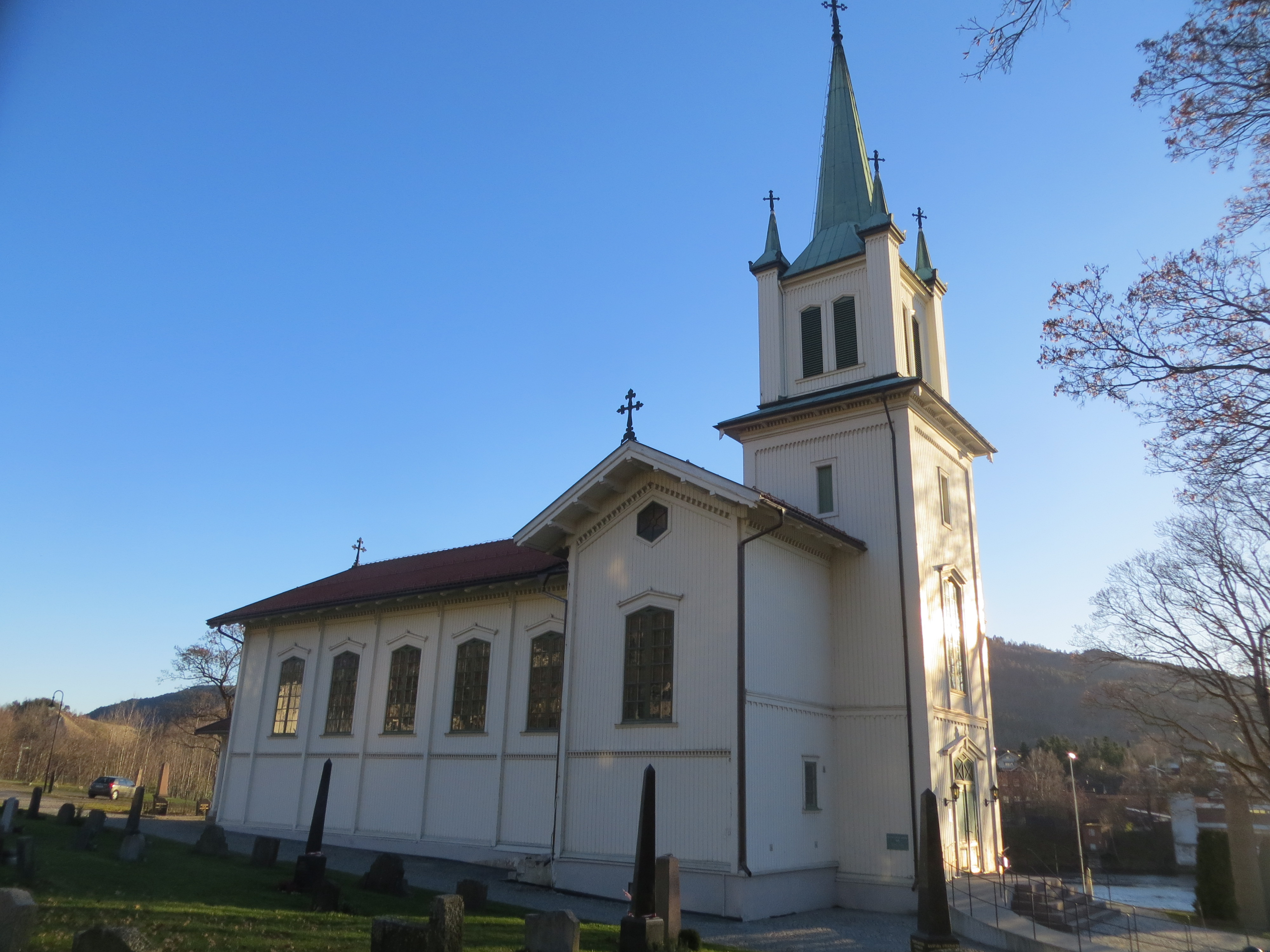
Nedre Eiker kyrka i Krokstadelva.

Krokstadelva är en tätort i Drammens kommun (före 2020 i Nedre Eikers kommun, Buskerud fylke, Norge. Krokstadelva ligger på norra sidan av Drammenselva mitt emot Mjøndalen. En smal järnbro från 1912 förbinder de två orterna. 1991 byggdes ytterligare en bro.
Namnet "Krokstadelva" kommer från "a Krokstadum" med det ovanliga personnamnet "Krokr".